# كاترينا ارين
كاترينا ارين (بالإنجليزية: Katrina Warren)‏ هي عارضة ومقدمة تلفزيونية وبيطرية أسترالية، ولدت في 8 ديسمبر 1967 في سيدني في أستراليا.

## وصلات خارجية
- الموقع الرسمي
- كاترينا ارين على موقع IMDb (الإنجليزية)
- كاترينا ارين على موقع قاعدة بيانات الفيلم (الإنجليزية)